# IZArc
IZArc(이지아크로 읽음)는 불가리아 프로그래머 이반 자하리예프가 개발한 마이크로소프트 윈도우용 사유 압축 소프트웨어이다.